# 260-talet

## Händelser
- Slaget vid Edessa, Romerskpersiska krigen
- Gallienus tillträder som kejsare
- Cao Huan efterträder Cao Mao som härskare i det kinesiska kungadömet Cao Wei.
- Syrieh, Egypten och Palestina bryter sig ur Romerska riket för att forma det persiskstödda palmyrenska riket.

## Födda
- 265 – Ermanarik, ostrogotisk kung.

## Avlidna
- 260 – Valerianus, kejsare av Rom.
- September 268 – Gallienus, kejsare av Rom.
- 26 december 268 – Dionysius, påve.
- 269 – Postumus, kejsare av Rom.